# Sommer-Paralympics 1984/Fußball
Bei den Sommer-Paralympics 1984 wurden in zwei Wettbewerben 7er-Fußball Goldmedaillen vergeben. Es fanden nur Wettkämpfe bei den Männern mit Rollstuhl bzw. Zerebralparese statt.

## Rollstuhlsport
| Medaillenspiegel 7er-Fußball Rollstuhlsport | Medaillenspiegel 7er-Fußball Rollstuhlsport |
| Platz                                       | Land                                        |
| ------------------------------------------- | ------------------------------------------- |
| Gold                                        | Vereinigte Staaten                          |
| Silber                                      | Kanada                                      |
| Bronze                                      | Vereinigtes Königreich                      |

### Qualifizierte Mannschaften
In der Klasse der Rollstuhlsportler hatten sich drei Mannschaften für die Paralympics qualifiziert:
| Kontinent   | Anzahl | Teilnehmer                |
| ----------- | ------ | ------------------------- |
| Gastgeber   | 1      | Vereinigtes Königreich    |
| aus Amerika | 2      | Kanada Vereinigte Staaten |

### Spielmodus
Die Mannschaften in der Rollstuhl-Klasse spielten alle in einer Gruppe, in der jeder gegen jeden spielte. Die abschließenden Tabellenplätze entsprachen den Medaillenrängen.

### Finalrunde
| Pl. | Land                   | Sp. | S | U | N | Tore    | Diff. | Punkte |
| --- | ---------------------- | --- | - | - | - | ------- | ----- | ------ |
| 1.  | Vereinigte Staaten     | 2   | 2 | 0 | 0 | 010:500 | +5    | 06     |
| 2.  | Kanada                 | 2   | 1 | 0 | 1 | 007:500 | +2    | 03     |
| 3.  | Vereinigtes Königreich | 2   | 0 | 0 | 2 | 005:120 | −7    | 0      |

| Rang | Nation             | Vereinigte Staaten | Kanada | Großbritannien |
| ---- | ------------------ | ------------------ | ------ | -------------- |
| 1    | Vereinigte Staaten |                    | 4:1    | 6:4            |
| 2    | Kanada             | 1:4                |        | 6:1            |
| 3    | Großbritannien     | 4:6                | 1:6    |                |

### Medaillengewinner
Im Rollstuhlsport wurden die Medaillen wie folgt vergeben:
| Gold Vereinigte Staaten | N. N. |
| Silber Kanada           | N. N. |
| Bronze Großbritannien   | N. N. |

## Zerebralparese
| Medaillenspiegel 7er-Fußball Celepral | Medaillenspiegel 7er-Fußball Celepral |
| Platz                                 | Land                                  |
| ------------------------------------- | ------------------------------------- |
| Gold                                  | Belgien                               |
| Silber                                | Irland                                |
| Bronze                                | Vereinigtes Königreich                |

### Qualifizierte Mannschaften
Bei den Spielern mit Zerebralparese hatten sich sechs Mannschaften qualifiziert:
| Kontinent   | Anzahl | Teilnehmer                |
| ----------- | ------ | ------------------------- |
| Gastgeber   | 1      | Vereinigtes Königreich    |
| aus Amerika | 2      | Kanada Vereinigte Staaten |
| aus Europa  | 3      | Belgien Irland Portugal   |

### Spielmodus
In der Klasse der Spieler mit zerebraler Lähmung starteten die Mannschaften zunächst in zwei Gruppen, in der ebenfalls jeder gegen jeden spielte. Anschließend spielten die Gruppenersten in einem Spiel um die Goldmedaille und die Zweiten der Gruppen um Bronze.

### Vorrunde

#### Gruppe A
| Pl. | Land                   | Sp. | S | U | N | Tore    | Diff. | Punkte |
| --- | ---------------------- | --- | - | - | - | ------- | ----- | ------ |
| 1. | Belgien                | 2   | 2 | 0 | 0 | 013:100 | +12   | 06     |
| 2. | Vereinigtes Königreich | 2   | 1 | 0 | 1 | 009:300 | +6    | 03     |
| 3. | Vereinigte Staaten     | 2   | 0 | 0 | 2 | 000:180 | −18   | 0      |
| Stand: Abkürzungen: Pl. = Platz, Sp = Spiele, S = Siege, U = Unentschieden, N = Niederlagen Erläuterungen: Finale, Spiel um den 3. Platz |                        |     |   |   |   |         |       |        |

| Rang | Nation              | Vereinigte Staaten | Kanada | Großbritannien |
| ---- | ------------------- | ------------------ | ------ | -------------- |
| 1    | Belgien             |                    | 4:1    | 6:4            |
| 2    | Großbritannien      | 1:4                |        | 6:1            |
| 3    | Vereinigtes Staaten | 4:6                | 1:6    |                |

#### Gruppe B
| Pl. | Land     | Sp. | S | U | N | Tore    | Diff. | Punkte |
| --- | -------- | --- | - | - | - | ------- | ----- | ------ |
| 1. | Irland   | 2   | 2 | 0 | 0 | 010:000 | +10   | 06     |
| 2. | Portugal | 2   | 1 | 0 | 1 | 000:300 | −3    | 03     |
| 3. | Kanada   | 2   | 0 | 0 | 2 | 000:700 | −7    | 0      |
| Stand: Abkürzungen: Pl. = Platz, Sp = Spiele, S = Siege, U = Unentschieden, N = Niederlagen Erläuterungen: Finale, Spiel um den 3. Platz |          |     |   |   |   |         |       |        |

| Rang | Nation   | Irland | Portugal | Kanada |
| ---- | -------- | ------ | -------- | ------ |
| 1    | Irland   |        | 3:0      | 7:0    |
| 2    | Portugal | 0:3    |          | 0:0    |
| 3    | Kanada   | 0:7    | 0:0      |        |

### Finalrunde

#### Spiel um den 3. Platz
|                | Ergebnis |          |
| -------------- | -------- | -------- |
| Großbritannien | 3:1      | Portugal |

#### Finale
|         | Ergebnis |        |
| ------- | -------- | ------ |
| Belgien | 1:0      | Irland |

### Medaillengewinner
Bei den Sportlern mit Zerebralparese kam es zu folgendem Ergebnis:
| Gold Belgien          | N. N. |
| Silber Irland         | N. N. |
| Bronze Großbritannien | N. N. |